# Wiener Neustädter Stadion
El Wiener Neustädter Stadion también nombrado Stadion Wiener Neustadt, es un estadio de fútbol ubicado en la ciudad de Wiener Neustadt, estado de Baja Austria, Austria. En él juega el club SC Wiener Neustadt de la Bundesliga austriaca, además del 1. Wiener Neustädter SC. Fue inaugurado en 1955 y posee una capacidad de 10.500 espectadores.

## Historia
El estadio Wiener Neustädter fue inaugurado el 19 de mayo de 1955 por el alcalde Rudolf Wehrl. Con la finalización del estadio, el entonces club de primera división 1. Wiener Neustädter SC se mudó de Herbstfestplatz y jugó partidos en la primera división hasta 1967.
El récord de audiencia data del 14 de septiembre de 1963, cuando el Wiener Neustädter SC cayó ante el Austria Viena por 1-0 ante 12.000 espectadores. En 1965 el Wiener Neustädter SC disputó en el estadio el juego de ida de la final de la Copa de Austria contra el campeón LASK Linz, el 1 de septiembre de 1965 albergó su primer partido internacional por la Recopa de Europa entre el Wiener Neustädter contra el Știința Cluj de Rumania.
En la década de 1980, el estadio Wiener Neustadt se modernizó ampliamente y, entre otras cosas, se equipó con un sistema de iluminación y se completó la tribuna cubierta. 
En 1992 el estadio albergó la Supercopa de Austria, en la que el Austria Viena venció al Admira Wacker (1-1, 6-5 pen.).

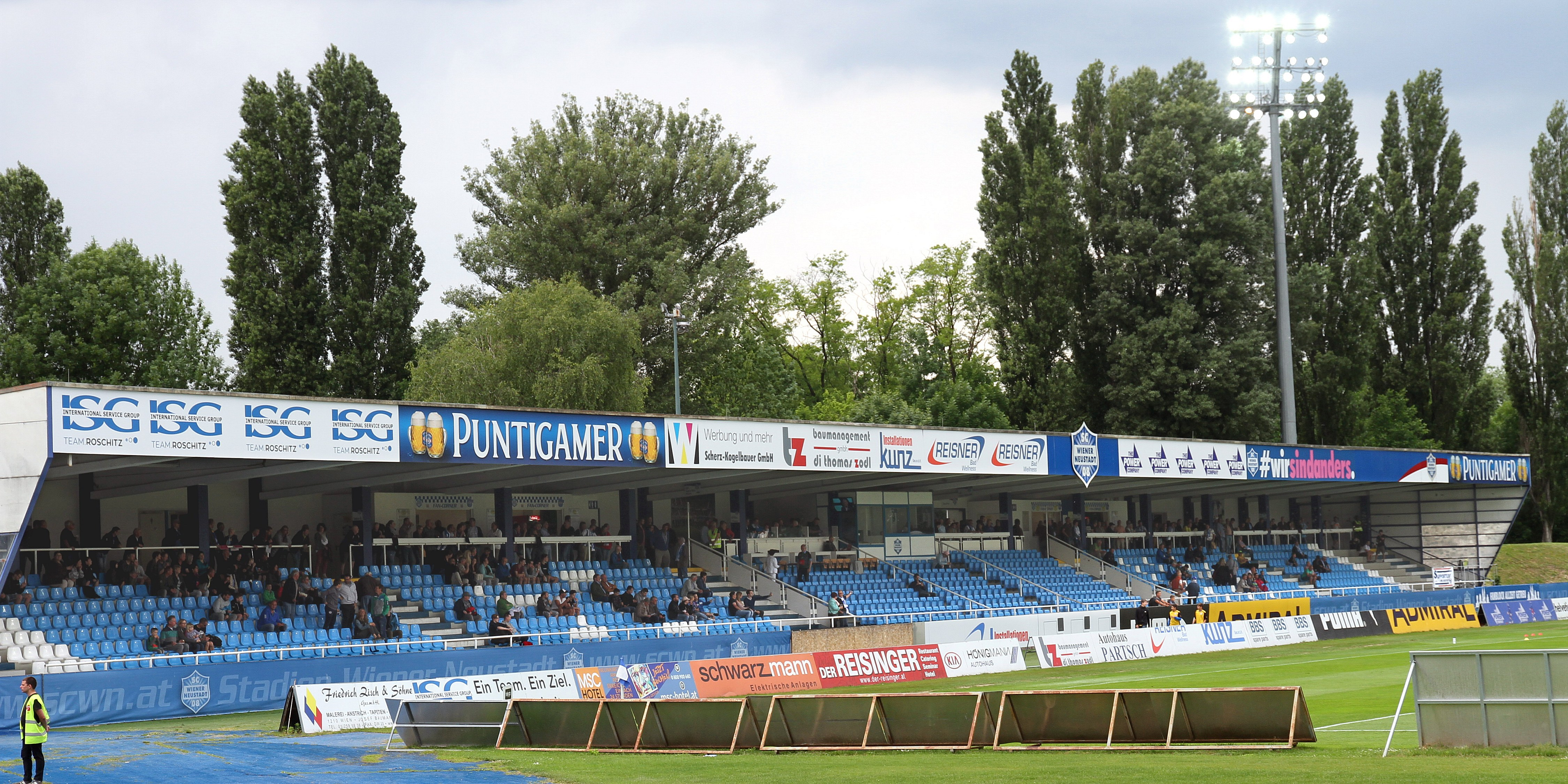
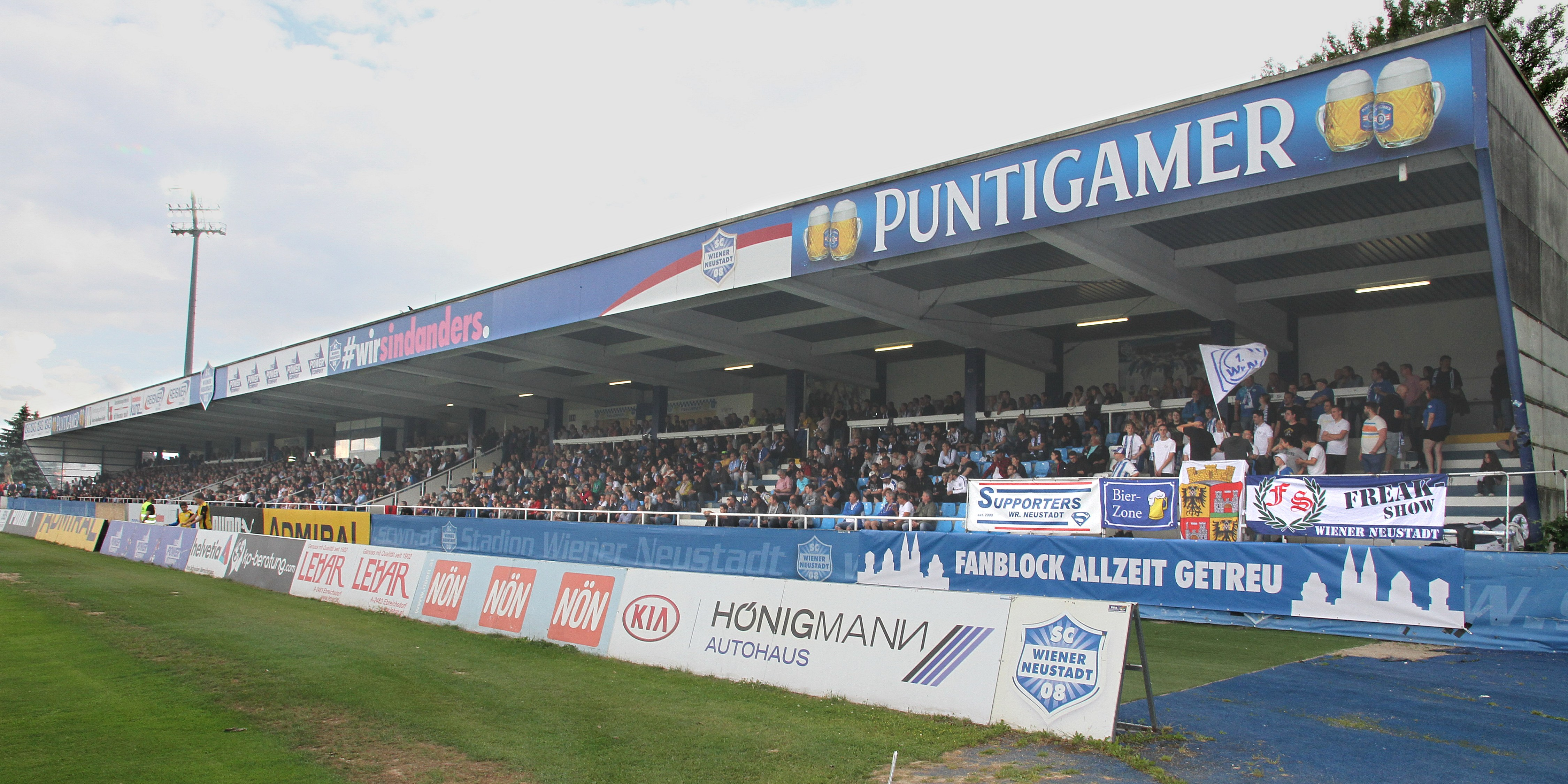